# بیور بروک (کامیونیتی)، ویسکانسین
بیور بروک (به انگلیسی: Beaver Brook) یک منطقهٔ مسکونی در ایالات متحده آمریکا است که در Beaver Brook واقع شده‌است. بیور بروک ۳۹۸٫۰۷ متر بالاتر از سطح دریا واقع شده‌است.